# Gamaliel Díaz
Gamaliel Díaz Magaña (ur. 14 lutego 1981 w Tacambaro) – meksykański bokser, były zawodowy mistrz świata wagi junior lekkiej (do 130 funtów) federacji WBC. 
Karierę zawodową rozpoczął 19 maja 1998. Do lutego 2007 stoczył 29 walk, z których 21 wygrał, 6 przegrał i 2 zremisował. W tym czasie zdobył tytuły WBC FECARBOX i NABF w wadze piórkowej. 
W lipcu 2007 wygrał walkę eliminacyjną do tytułu mistrza WBC w wadze piórkowej pokonując Elio Rojasa z Dominikany. 15 grudnia stoczył pojedynek o tytuł mistrzowski. Przegrał z broniącym tytułu Wenezuelczykiem Jorge Linaresem przez nokaut w ósmej rundzie. Przeszedł do wyższej kategorii i w kolejnych walkach próbował zdobyć tytuł mistrza tymczasowego WBC (11 października 2008 przegrał z rodakiem Humberto Soto) oraz wakujący tytuł IBO (2 kwietnia 2009 pokonał go Zolani Marali z RPA) w wadze junior lekkiej.
Od czerwca 2009 do maja 2012 stoczył 13 zwycięskich walk zdobywając tytuł WBC CABOFE, który bronił sześciokrotnie. 27 października 2012 otrzymał kolejną szansę walki o tytuł mistrzowski federacji WBC. Zmierzył się w Tokio z broniącym pasa Japończykiem Takahiro Aō. Zwyciężył jednogłośnie na punkty i został nowym mistrzem świata.
W pierwszej obronie tytułu spotkał się 8 kwietnia 2013 w Tokio z Japończykiem Takashim Miurą. Przegrał przez techniczny nokaut w dziewiątej rundzie i utracił pas mistrzowski.